# Retour sur investissement
 (novembre 2015).
- Si vous ne connaissez pas le sujet, laissez ce bandeau (vous pouvez alors contacter les auteurs).
- Si vous supprimez le contenu mis en cause (vous pouvez préalablement contacter les auteurs),

argumentez précisément cette suppression dans la page de discussion
(un manque de référence n'est pas un argument ; une recherche réelle de référence doit avoir été effectuée, être formellement documentée).
 (décembre 2015).
Si vous disposez d'ouvrages ou d'articles de référence ou si vous connaissez des sites web de qualité traitant du thème abordé ici, merci de compléter l'article en donnant les références utiles à sa vérifiabilité et en les liant à la section « Notes et références ».
 (mars 2012).
Le retour sur investissement (RSI ou rentabilité du capital investi), parfois appelé rendement, taux de rendement, taux de profit ou encore ROI (terme anglais, return on investment), est un ratio financier qui est le quotient du montant d'argent gagné ou perdu, par la somme initialement investie dans un investissement.
Pour un investissement financier, ce ratio est généralement exprimé en pourcentage plutôt qu'en valeur décimale. Pour un investissement productif à durée de vie courte ou indéterminée (achat / développement de logiciels par exemple), ce sera l’inverse.
On désigne le gain ou la perte d'argent comme intérêt, profit / perte, gain/perte ou bien encore recette/perte. Pour se référer à l'argent investi, on emploie les termes d'actif, de capitaux, de somme principale ou de valeur d'acquisition de l'investissement.
Pour avoir des informations sur le caractère durable ou non du retour sur investissement, on pourra se reporter à l'article investissement durable stratégique.
En 2013, le ROI attendu par les actionnaires majoritaires s'élève en moyenne à 8 % pour les entreprises cotées.

## Forme et utilisation
Le RSI sert à constater le rendement d'un investissement passé ou en cours, ou à estimer le rendement que donnera un investissement futur.
À l'inverse du retour sur temps investi, le RSI n'indique pas combien de temps l'investissement a été détenu. Dans les contextes commerciaux, un projet peut présenter un RSI élevé mais consommer un temps excessif, entraînant un ROTI faible. Cependant, le RSI est le plus souvent utilisé comme un taux de rendement annuel ou annualisé, et déclaré sur l'année civile ou fiscale. Dans cet article, le « RSI » indique un taux de rendement annuel ou annualisé, sauf indication contraire.
On utilise le RSI pour comparer des retours sur investissements là où l'on ne peut pas facilement comparer l'argent gagné ou perdu — ou bien l'argent investi — sur les seules valeurs absolues. Par exemple :
- pour un investissement de 1 000 € rapportant 50 € d'intérêts, le RSI sera : 50 € / 1 000 € = 5 % ;
- pour un investissement de 100 € rapportant 20 € d'intérêts, le RSI sera : 20 € / 100 € = 20 %.

### Forme et utilisation appliquées à l'investissement immobilier locatif
Le RSI est parfois appelé « rentabilité » dans le cadre d'un investissement immobilier locatif. Il existe différentes formules afin de déterminer ce RSI, selon les éléments et les risques pris en compte (vacances de locataire, travaux, taxe foncière, charges de copropriété, intérêts d'un éventuel emprunt, impôts sur le revenu, assurances…). La RSI brut, ou rentabilité brute, est celle prenant le moins d'éléments en considération, afin de déterminer un ordre de grandeur du retour sur investissement. Sa formule : (loyer hors charges × 12) / valeur du bien. Plus on rajoute d'éléments, plus on tend vers une rentabilité nette puis nette-nette.
Comme les taux de rendement sont des pourcentages, il est impossible de calculer la moyenne entre des taux négatifs et des taux positifs pour trouver les rendements monétaires. Cependant, dans la vie courante il est fréquent d'estimer les rendements monétaires en faisant la moyenne entre les taux de rendement périodiques. Ces estimations peuvent être relativement pertinentes lorsque les rendements périodiques moyens sont ou tous positifs, ou tous négatifs, ou lorsqu'ils varient peu.

## Mesurer le taux de rendement
La valeur initiale d'un investissement ne possède pas toujours une valeur monétaire clairement définie, mais afin de mesurer le RSI, la valeur initiale doit être clairement établie — ainsi que la justification de cette même valeur.
Le retour sur investissement est un taux de profit ou de recettes (réalisé ou non). On aligne parfois le rendement sur les impôts des zones géographiques ou des périodes historiques où les impôts ont consommé ou consomment une part significative des profits ou des recettes. Les impôts sont des dépenses que l'on peut ou pas prendre en compte lorsque l'on calcule le RSI. De la même façon, on peut aligner un rendement sur l'inflation afin de mieux indiquer sa vraie valeur en termes de pouvoir d'achat.

### Flux de trésorerie (revenus)
|                  | Année 1 | Année 2 | Année 3 | Année 4 |
| ---------------- | ------- | ------- | ------- | ------- |
| Gains en dollars | 50 $    | 55 $    | 60 $    | 50 $    |
| RSI              | 5 %     | 5,5 %   | 6 %     | 5 %     |

Le RSI mesure les liquidités (ou potentielles liquidités) générées par un investissement, ou la perte de liquidités causée par l'investissement. Il mesure les flux de trésorerie ou les revenus qui reviennent à l'investisseur. Les flux de trésorerie que reçoit l'investisseur peuvent se rencontrer sous la forme de profit, d'intérêt, de dividendes ou de gain / perte de capitaux. Le gain ou la perte de capitaux survient quand la valeur marchande ou la valeur à la revente de l'investissement croît ou décroît. Ici, les flux de trésorerie n'incluent pas le retour sur capital investi.
À droite, un exemple de flux de trésoreries avec un investissement de 1 000 $.

### Rendements annuels
Un taux de rendement annuel est le retour sur investissement calculé sur une année entière, par exemple du 1er janvier au 31 décembre, ou du 3 juin 2006 au 2 juin 2007. Dans l'exemple des flux de trésorerie ci-dessus, chaque RSI est un taux de rendement annuel. Un taux de rendement annualisé est le retour sur investissement calculé sur une période qui n'est pas équivalent à une année (par exemple, un mois, deux ans) multiplié ou divisé afin d'avoir un aperçu du rendement d'une année. Ainsi, on peut déclarer qu'un RSI de 1 % sur un mois est un taux de rendement annualisé de 12 %. Ou bien un RSI de 10 % sur une période de deux ans serait un taux de rendement annualisé de 5 %.
Dans l'exemple des flux de trésorerie, tel que présenté ci-dessus, les rendements du dollar sur les quatre années s'élèvent à 215 $. Le taux de rendement annualisé pour les quatre années est donc 215 $ / (1 000 $ × 4 ans) = 5,375 %.

### Rendement arithmétique
En termes mathématiques, on définit le « rendement arithmétique » comme suit :
{\displaystyle RSI_{Arith}={\frac {V_{f}-V_{i}}{V_{i}}}={\frac {V_{f}}{V_{i}}}-1}
où
- {\displaystyle V_{i}} est la valeur initiale de l'investissement et
- {\displaystyle V_{f}} est la valeur finale de l'investissement

Ce rendement possède les caractéristiques suivantes :
- {\displaystyle RSI_{Arith}=+1.00=+100\%} quand la valeur finale équivaut à deux fois la valeur initiale ;
- {\displaystyle RSI_{Arith}>0} quand l'investissement est rentable ;
- {\displaystyle RSI_{Arith}<0} quand l'investissement est une perte ;
- {\displaystyle RSI_{Arith}=-1.00=-100\%} quand on ne peut plus récupérer un investissement.

### Rendement
En termes financiers, le mot rendement indique un taux de rendement basé sur une combinaison, un réinvestissement et/ou la valeur marchande fluctuante d'un titre. Le rendement indique que la valeur d'un investissement croît ou décroît pendant la période de l'investissement.
Le taux annuel effectif (TAE) ou taux de pourcentage annuel (TPA) indique un taux de rendement annuel généré par les intérêts composés. Le rendement dépend de la fréquence des combinaisons.
| Taux | Semi-annuel | Trimestriel | Mensuel  | Quotidien | Continu  |
| ---- | ----------- | ----------- | -------- | --------- | -------- |
| 1 %  | 1,002 %     | 1,004 %     | 1,005 %  | 1,005 %   | 1,005 %  |
| 5 %  | 5,062 %     | 5,095 %     | 5,116 %  | 5,127 %   | 5,127 %  |
| 10 % | 10,250 %    | 10,381 %    | 10,471 % | 10,516 %  | 10,517 % |
| 15 % | 15,563 %    | 15,865 %    | 16,075 % | 16,180 %  | 16,183 % |
| 20 % | 21,000 %    | 21,551 %    | 21,939 % | 22,134 %  | 22,140 % |
| 30 % | 32,250 %    | 33,547 %    | 34,489 % | 34,969 %  | 34,986 % |
| 40 % | 44,000 %    | 46,410 %    | 48,213 % | 49,150 %  | 49,182 % |
| 50 % | 56,250 %    | 60,181 %    | 63,209 % | 64,816 %  | 64,872 % |

### Logarithmes ou rendement composé en continu
Les universitaires utilisent dans leurs recherches le rendement du logarithme naturel appelé rendement logarithmique ou rendement composé en continu.
Le rendement composé en continu est asymétrique et indique par conséquent de façon claire que les rendements en pourcentages positifs et négatifs ne sont pas équivalents. Un rendement de 10 % aura un rendement composé en continu de 9,53 % tandis qu'un rendement de -10 % aura un rendement composé en continu négatif de -10,53 %. Cela montre clairement que l'investissement génère une perte en euros ou autre monnaie correspondant à la différence entre les deux nombres : 1 %.
- {\displaystyle V_{i}} est la valeur initiale de l'investissement
- {\displaystyle V_{f}} est la valeur finale de l'investissement

{\displaystyle RSI_{Log}=\ln \left({\frac {V_{f}}{V_{i}}}\right)}.
- {\displaystyle RSI_{Log}>0} représente le profit
- {\displaystyle RSI_{Log}<0} représente une perte
- On a un doublement quand {\displaystyle RSI_{Log}=\ln(2)\approx 69\%}
- On a une perte totale quand {\displaystyle RSI_{Log}\to -\infty }.

### Calculs de RSI pour différents usages
Pour les décisions financières personnelles, on utilise typiquement les valeurs du RSI qui incluent le taux de rendement annuel et le taux de rendement annualisé. Pour les investissements à risque zéro, comme les comptes d'épargne ou les certificats de dépôt, un investisseur particulier prend en considération les effets qu'entraînerait un réinvestissement ou une combinaison sur les soldes d'épargne croissants, sur une période donnée. Pour les investissements qui comportent un risque (actions boursières, fonds communs de placement, achats immobiliers, etc.), l'investisseur particulier prend en considération les effets de la volatilité des prix et les rendements en gains ou pertes de capitaux. Les analystes financiers emploient couramment les taux de profitabilité pour comparer la rentabilité de l'entreprise sur plusieurs périodes ou comparer la rentabilité entre les entreprises. Ces valeurs incluent la marge bénéficiaire brute et nette, la marge d'exploitation, le taux de RSI, le rendement  d'une action, celui des capitaux propres et celui des actifs.
(Barron's Finance, p. 442-456)
Lors de la planification des investissements, on utilise au sein d'une entreprise les valeurs du RSI pour choisir quels projets peuvent être lancés sans risque, pour générer les plus forts rendements ou la plus grande production de richesse pour les actionnaires de l'entreprise. Parmi ces valeurs, on trouve le taux moyen de rendement, la période de remboursement du capital investi, la valeur actuelle nette, l'indice de rentabilité, et le taux de rentabilité interne (Barron's Finance, p. 151-163).
Dans de nombreux pays, il est important de prendre également en compte le taux de rendement après impôt.

### Rendement après impôt
On calcule le taux de rendement après impôt en multipliant le taux de rendement par le taux d'imposition, puis en soustrayant le pourcentage obtenu du taux de rendement.
- Un rendement de 5 % taxé à 15 % donne un rendement après impôt de 4,25 %

0,05 x 0,15 = 0,0075
0,05 - 0,0075 = 0,0425 = 4,25 %
- Un rendement de 10 % taxé à 25 % donne un rendement après impôt de 7,5 %.

0,10 x 0,25 = 0,025
0,10 - 0,025 = 0,075 = 7,5 %

## Rendements ou rendements potentiels des flux de trésorerie

### Valeur de l'argent dans le temps
Les investissements offrent à l'investisseur des flux de trésorerie qui lui permettent de faire face à la valeur de l'argent dans le temps. Un dollar en liquides vaut moins aujourd'hui qu'il ne valait hier, et vaut plus aujourd'hui qu'il ne vaudra demain. Les principaux facteurs auxquels ont recours les investisseurs pour déterminer le taux de rendement auquel ils sont prêts à investir de l'argent, comprennent :
- les estimations des taux d'inflation à venir ;
- les estimations qui concernent le risque lié à l'investissement (autrement dit, quelle est la probabilité que les investisseurs reçoivent des intérêts réguliers / versement de dividendes et le remboursement de tous leurs capitaux investis) ;
- il faut aussi se poser la question suivante : les investisseurs veulent-ils avoir l'argent à leur disposition (« en liquide ») pour d'autres usages.

La valeur de l'argent dans le temps se reflète dans les taux d'intérêt que les banques proposent pour des dépôts, et également dans les taux d'intérêt que les banques appliquent aux emprunts du type hypothèques. Le taux « à risque zéro » est le taux appliqué aux obligations du Trésor servant de référence pour la zone et la monnaie concernée, car c'est le taux le plus élevé que l'on puisse voir sans risque pour ses capitaux.
On appelle le taux de rendement qu'un investisseur attend d'un investissement un taux actualisé. Chaque investissement a un taux actualisé propre, basé sur les flux de liquidités escomptés et à venir d'un investissement. Plus le risque est élevé, plus l'investisseur exigera de son investissement un taux actualisé (taux de rendement) élevé.
Tout investissement avec un rendement inférieur au taux d'inflation annuel représente une perte de valeur, même si le rendement dépasse les 0 %. Quand le RSI est ajusté en fonction de l'inflation, le rendement obtenu est considéré comme une baisse ou une hausse du pouvoir d'achat. Quand on ajuste le RSI en fonction de l'inflation, on le précise de manière explicite : « le rendement, réglé sur l'inflation, était de 2 % ». Bien sûr, dans la vie réelle, il faudra inclure le statut fiscal de l'investissement ou du compte d'investissement.
En règle générale, les investisseurs recherchent un taux de rendement plus élevé sur les rendements d'investissements imposés que sur les rendements d'investissements non imposés.

### Combiner les intérêts ou réinvestir
L'intérêt composé ou un autre réinvestissement de gains en dollars (comme les intérêts et les dividendes) n'affecte pas le taux actualisé d'un investissement, mais affecte le rendement annuel en pourcentage, car combiner les intérêts ou réinvestir revient à augmenter le capital investi.
Exemple : si un investisseur met 1 000 $ dans un certificat de dépôt d'un an, qui rapporte un taux d'intérêt annuel de 4 % : combiné par trimestre, le certificat de dépôt ferait gagner 1 % d'intérêt par trimestre sur le solde du compte. Le solde du compte comprend les intérêts crédités au préalable sur le compte.
|                                         | 1er Trimestre | 2e Trimestre | 3e Trimestre | 4e Trimestre |
| --------------------------------------- | ------------- | ------------ | ------------ | ------------ |
| Capital au début de la période          | 1 000 $       | 1 010 $      | 1 020,10 $   | 1 030,30 $   |
| Gains en dollars au cours de la période | 10 $          | 10,10 $      | 10,20 $      | 10,30 $      |
| Solde du compte à la fin de la période  | 1 010,00 $    | 1 020,10 $   | 1 030,30 $   | 1 040,60 $   |
| RSI par trimestre                       | 1 %           | 1 %          | 1 %          | 1 %          |

Il se peut que le concept de « rentrée d'argent » exprime cela de manière plus claire. Au début de l'année, l'investisseur a sorti 1 000 $ de sa poche (ou de son compte courant) pour investir dans un certificat de dépôt à la banque. C'est toujours son argent, mais il ne peut plus l'utiliser comme bon lui semble pour faire les courses. L'investissement a fourni des flux de trésorerie de 10 $, de 10,10 $, de 10,20 $ et 10,30 $. À la fin de l'année, l'investisseur a reçu en retour 1 040,60 $ de la banque. 40,60 $, tel est le gain de capital.
Une fois que l'investisseur remporte des intérêts, ceux-ci deviennent un capital. L'intérêt composé implique un réinvestissement du capital ; l'intérêt gagné à chaque trimestre est réinvesti. À la fin du premier semestre, l'investisseur avait un capital qui s'élevait à 1 010 $, capital qui a ensuite gagné 10,10 $ au second semestre. Les dix cents supplémentaires représentent l'intérêt de l'investissement de 10 $. Le rendement annuel en pourcentage ou valeur future des intérêts composés est plus important que celui de l'intérêt simple, car l'intérêt est réinvesti comme un capital et gagne des intérêts. Le rendement de l'investissement ci-dessus est de 4,06 %.
Les comptes bancaires proposent des rendements garantis par des contrats ; ainsi, les investisseurs sont assurés de ne pas perdre leur capital. Investisseurs/ Dépositaires prêtent de l'argent à la banque, et la banque se doit de rendre aux investisseurs leur capital ainsi que les intérêts obtenus. Comme les investisseurs ne risquent pas de perdre leur capital à cause d'un investissement mal placé, ils n'ont qu'un taux de rendement relativement bas. Mais leur capital croît de façon régulière.

### Rendements moyens
|                             | Année 1  | Année 2  | Année 3  | Année 4  |
| --------------------------- | -------- | -------- | -------- | -------- |
| Taux de rendement           | 5 %      | 5 %      | 5 %      | 5 %      |
| Moyenne géométrique         | 5 %      | 5 %      | 5 %      | 5 %      |
| Capital à la fin de l'année | 105,00 $ | 110,25 $ | 115,76 $ | 121,55 $ |
| Gain (perte) en dollars     |          |          |          | 21,55 $  |
| Rendement composé           |          |          |          | 5,4 %    |

Il y a trois façons de calculer les rendements d'investissements sur plusieurs périodes de temps :
- le taux de rendement arithmétique moyen (outil arithmétique) ;
- le taux de rendement géométrique moyen (rendement moyen pondéré par le temps) ;
- le rendement moyen pondéré par le dollar taux de rentabilité interne.

Ces calculs utilisent des moyennes de rendements périodiques en pourcentage. Aucun ne peut traduire précisément le montant de dollars gagnés ou perdus si on fait la moyenne entre les pertes en pourcentage et les gains en pourcentage. Une perte de 10 % sur un investissement de 100 $ est une perte de 10 $, et un gain de 10 % sur un investissement de 100 $ est un gain de 10 $. Quand on calcule les rendements d'investissements en pourcentage, on les calcule sur une période donnée — on ne les rapporte pas aux dollars investis à l'origine, mais aux dollars investis au début et à la fin de la période. Ainsi, si un investissement de 100 $ enregistre une perte de 10 % au cours de la première période, le montant de l'investissement est alors de 90 $. Si l'investissement gagne ensuite 10 % au cours de la période suivante, le montant de l'investissement atteint 99 $.
|                             | Année 1  | Année 2  | Année 3  | Année 4  |
| --------------------------- | -------- | -------- | -------- | -------- |
| Taux de rendement           | 50 %     | -20 %    | 30 %     | -40 %    |
| Moyenne géométrique         | 50 %     | 9,5 %    | 16 %     | -1,6 %   |
| Capital à la fin de l'année | 150,00 $ | 120,00 $ | 156,00 $ | 93,60 $  |
| Gain (perte) en dollars     |          |          |          | (6,40 $) |
| Rendement composé           |          |          |          | -1,4 %   |

Un gain de 10 % suivi d'une perte de 10 % est une perte en dollars de 1 %. L'ordre dans lequel la perte et le gain sont enregistrés n'affecte en rien le résultat. Un gain de 50 % et une perte de 50 % est donc une perte de 25 %. Un gain de 80 % plus une perte de 80 % est une perte de 64 %. Pour couvrir la perte de 50 %, il est nécessaire d'obtenir un gain de 100 %. La gymnastique mathématique requise ici va au-delà du propos de cet article. Mais comme les rendements d'investissement sont enregistrés comme des rendements moyens, il paraît important de noter que les rendements moyens ne  reflètent pas toujours des gains en dollars.
À droite et ci-dessous : quelques exemples de ce qui pourrait arriver à un investissement de 100 $ sur 4 ans, avec un taux de rendement arithmétique moyen de 5 %.
|                             | Année 1 | Année 2 | Année3  | Année 4   |
| --------------------------- | ------- | ------- | ------- | --------- |
| Taux de rendement           | -95 %   | 0 %     | 0 %     | 115 %     |
| Moyenne géométrique         | -95 %   | -77,6 % | -63,2 % | -42,7 %   |
| Capital à la fin de l'année | 5,00 $  | 5,00 $  | 5,00 $  | 10,75 $   |
| Gain (perte) en dollars     |         |         |         | (89,25 $) |
| Rendement composé           |         |         |         | -22,3 %   |

### Gains et pertes de capitaux
De nombreux investissements comportent le risque significatif que l'investisseur perde tout ou une partie du capital qu'il a investi. Par exemple, les investissements dans les actions d'une société mettent en danger le capital.
Une action représente une prise de possession partielle de la société, et la valeur de l'action dépend de différents facteurs, y compris la probabilité que la société paiera un dividende (une distribution de profit aux actionnaires). Quand les actions sont mises une première fois en vente, la société reçoit du capital de l'acheteur de l'action et utilise ce capital pour faire prospérer ses propres affaires. Une fois que les actions ont été vendues aux investisseurs, ceux-ci peuvent vendre leurs parts à d'autres investisseurs. Les actions des sociétés sont achetées et vendues sur les marchés d'actions.
La valeur d'une action dépend de ce que l'on est prêt à payer pour elle à un moment donné. Contrairement au capital investi dans un compte d'épargne, la valeur (prix) du capital d'une action change constamment. Si le prix est relativement stable, on dit que l'action a une « volatilité faible ». Si le prix varie beaucoup, on dit qu'elle a une « volatilité élevée ». Toutes les actions ont une certaine volatilité, et le changement de prix affecte directement le RSI en ce qui concerne les investissements en actions.
On calcule généralement les rendements d'actions en fonction des périodes de détention (mois, trimestre ou année).

### Rendementholding period
On calcule le « rendement holding period » (période de détention d'un investissement), un rendement arithmétique, de la façon suivante :          
Rendement holding-period = (prix final– prix initial + dividende) / prix initial.
| Fin du:            | 1er Trimestre | 2nd Trimestre | 3e Trimestre | 4e Trimestre |
| ------------------ | ------------- | ------------- | ------------ | ------------ |
| Dividende          | 1 $           | 1 $           | 1 $          | 1 $          |
| Valeur de l'action | 98 $          | 101 $         | 102 $        | 99 $         |
| RSI par trimestre  | -1 %          | 4,08 %        | 1,98 %       | -1,96 %      |
| RSI annuel         |               |               |              | 3 %          |

À droite, un exemple d'un investissement dans une action acquise au début de l'année pour 100 $. À la fin du premier trimestre, le prix de l'action est de 98 $. C'est une perte en capital. L'action, achetée 100 $, ne peut être vendue que pour la somme de 98 $, qui représente la valeur de l'investissement à la fin du premier trimestre. Le rendement du premier trimestre est : 
(98 $ - 100 $ + 1 $) / 100 $ = -1 %
La valeur finale de l'action étant de 99 $, le RSI annuel équivaut à:
(prix final 99 $ - prix initial 100 $ + dividendes 4 $) / prix initial 100 $  =  3 % RSI.
Si la valeur finale de l'action avait été de 95 $, le RSI annuel aurait été de :
(prix final 95 $ - prix initial 100 $ + dividendes 4 $) / prix initial 100 $ = -1 % RSI.

### Réinvestir un capital dans un environnement risqué: taux de rendement et rendement
| Fin du:                    | 1er trimestre | 2e trimestre | 3e trimestre | 4e trimestre |
| -------------------------- | ------------- | ------------ | ------------ | ------------ |
| Dividende                  | 1 $           | 1,01 $       | 1,02 $       | 1,03 $       |
| Valeur de l'action         | 98 $          | 101 $        | 102 $        | 99 $         |
| Actions acquises           | 0.010204      | 0.01         | 0.01         | 0.010404     |
| Total des actions détenues | 1.010204      | 1.020204     | 1.030204     | 1.040608     |
| Valeur de l'investissement | 99 $          | 103,04 $     | 105,08 $     | 103,02 $     |
| RSI par trimestre          | -1 %          | 4,08 %       | 1,98 %       | -1,96 %      |

Le rendement est le taux de rendement composé qui prend en compte le fait de réinvestir des intérêts ou des dividendes.
À droite, un exemple d'investissement d'une action acquise au début de l'année pour 100 $ :
- on réinvestit le dividende trimestriel au prix auquel était évaluée l'action à la fin du trimestre ;
- nombre d'actions acquises chaque trimestre = (Dividende $)/ (Valeur de l'action $) ;
- la valeur finale de l'investissement, 103,02 $, représente un rendement de 3,02 % par rapport à l'investissement initial de 100 $. C'est le rendement composé, et on peut voir ce rendement comme étant le rendement de l'investissement de 100 $.

Pour calculer ce taux de rendement, l'investisseur prend en compte les dividendes réinvestis dans tout l'investissement. Il a reçu un montant en dividendes de 4,06 $ durant l'année. Tout a été réinvesti. Le montant de l'investissement a donc augmenté de 4,06 $.
- Investissement total = Valeur d'acquisition = 100 $ + 4,06 $ = 104,06 $.
- Gain/perte en capitaux = 103,02 $ - 104,06 $ = -1,04 (perte en capital).
- (4,06 $ de dividendes - perte de capital de 1,04 $) / investissement total de 104,06 $ = 2,9 % RSI.

La faiblesse de ce calcul du RSI est qu'il ne prend pas en compte le fait que tout l'argent a été investi sur l'année entière (les réinvestissements de dividendes sont survenus tout au long de l'année). Quels sont ses avantages?    (1) ce calcul utilise la valeur d'acquisition de l'investissement, (2) il montre clairement quels gains sont dus aux dividendes, et quels gains ou pertes sont dus aux gains ou pertes de capitaux, et (3) le gain réel en dollars de 3.02 $ est comparé à l'investissement réel en dollars de 104,06 $.
Si l'on prend en considération l'impôt sur le revenu américain, et si les actions étaient vendues à la fin de l'année, on aurait des dividendes de 4,06 $ ; la valeur d'acquisition de l'investissement s'élèverait à 104,06 $, le prix de vente serait de 103,02 $ et la perte en capital de 1,04 $.
Comme on a réinvesti tous les rendements, on pourrait aussi calculer le RSI comme un rendement composé en continu ou un rendement logarithmique. Le taux de rendement composé en continu effectif est le logarithme naturel de la valeur finale de l'investissement divisé par la valeur initiale de l'investissement :
- {\displaystyle V_{i}} représente l'investissement initial (100 $)
- {\displaystyle V_{f}} représente la valeur finale(103,02 $)

{\displaystyle ROI_{Log}=\ln \left({\frac {V_{f}}{V_{i}}}\right)=\ln \left({\frac {103.02}{100}}\right)=2,98\%}.

### Rendement des fonds communs de placement
Les fonds commun de placement et les fonds cotés en bourse (FCB) détiennent les porte-feuilles d'actions de plusieurs sociétés. Quand les sociétés paient un dividende, et quand le fonds échange des actions, des dividendes et des gains en capital sont distribués aux détenteurs de fonds communs de placement. Les fonds communs de placement échangent à la valeur de l'actif net des actions.

### Rendements totaux
Les fonds communs de placement rapportent les rendements totaux basés sur des facteurs de réinvestissements. Les facteurs de réinvestissements sont fonction des distributions totales (dividendes plus gains en capital) au cours de chaque période.
- Année 1 Facteur de réinvestissement = (année 1 Distribution totale) / (année 1 Valeur de l'action))+1.
- Année 2 Facteur de réinvestissement = ((année 2 Distribution totale) x (année 1 Facteur de réinvestissement)/(année 2 Valeur de l'action))+1.
- Année 3 Facteur de réinvestissement = ((année 3 Distribution totale) x (année 2 Facteur de réinvestissement)/(année 3 Valeur de l'action))+1.
- Année 4 Facteur de réinvestissement = ((année 4 Distribution totale) x (année 3 Facteur de réinvestissement)/(année 4 Valeur de l'action))+1.
- Année 5 Facteur de réinvestissement = ((année 5 Distribution totale) x (année 4 Facteur de réinvestissement)/(année 5 Valeur de l'action))+1.

Rendements totaux = ((Valeur finale x dernier Facteur de réinvestissement) - Valeur initiale) / Valeur initiale
- Rendement total = ((101 $ x 1.05219) - 100 $)/ 100 $ = 6,27 %
- Rendement annuel moyen (géométrique) = (((28.19)/100)+ 1) ^ (1/5)) - 1) x 100 = 5,09 %

En faisant le calcul du rendement holding period, en 5 ans, un investisseur qui a réinvesti possède 1.26916 action évaluée à 101 $ l'action (128,19 $ en valeur). (128,19 $- 100 $)/ 100 $/ 5 = 5,638 % de rendement. Un investisseur qui n'a pas réinvesti reçoit un total de 27 $ en dividendes et 1 $ de gains en capital. (27 $ + 1 $)/100 $/5 = 5,600 % de rendement.
Les fonds communs de placement comprennent les gains en capitaux ainsi que les dividendes dont on a calculé le rendement. Comme le prix du marché d'une action en fonds commun est fixé sur la valeur de l'actif net, la distribution de gains en capitaux est compensée par une baisse égale dans la valeur/le prix de l'action en fonds commun. Du point de vue de l'actionnaire, la distribution de gains en capitaux ne représente pas un gain net en actifs, mais c'est un gain en capital sûr.

### En résumé: le taux de rendement en général
Le taux de rendement, ou retour sur investissement, indique les flux de trésorerie qu'un investisseur retire d'un investissement sur une période donnée, généralement sur une année.
Le RSI mesure la rentabilité d'un investissement, mais ne mesure pas la taille de cet investissement. Tandis que l'intérêt composé et le réinvestissement de dividendes peuvent accroître la taille de l'investissement (et par conséquent octroyer à l'investisseur un rendement en dollars plus important), le retour sur investissement est un rendement en pourcentage calculé à partir du capital investi.
En règle générale, plus le risque à l'investissement est élevé, plus le rendement de l'investissement promet d'être important, et plus les chances de perte de l'investissement sont importantes.